# 마술

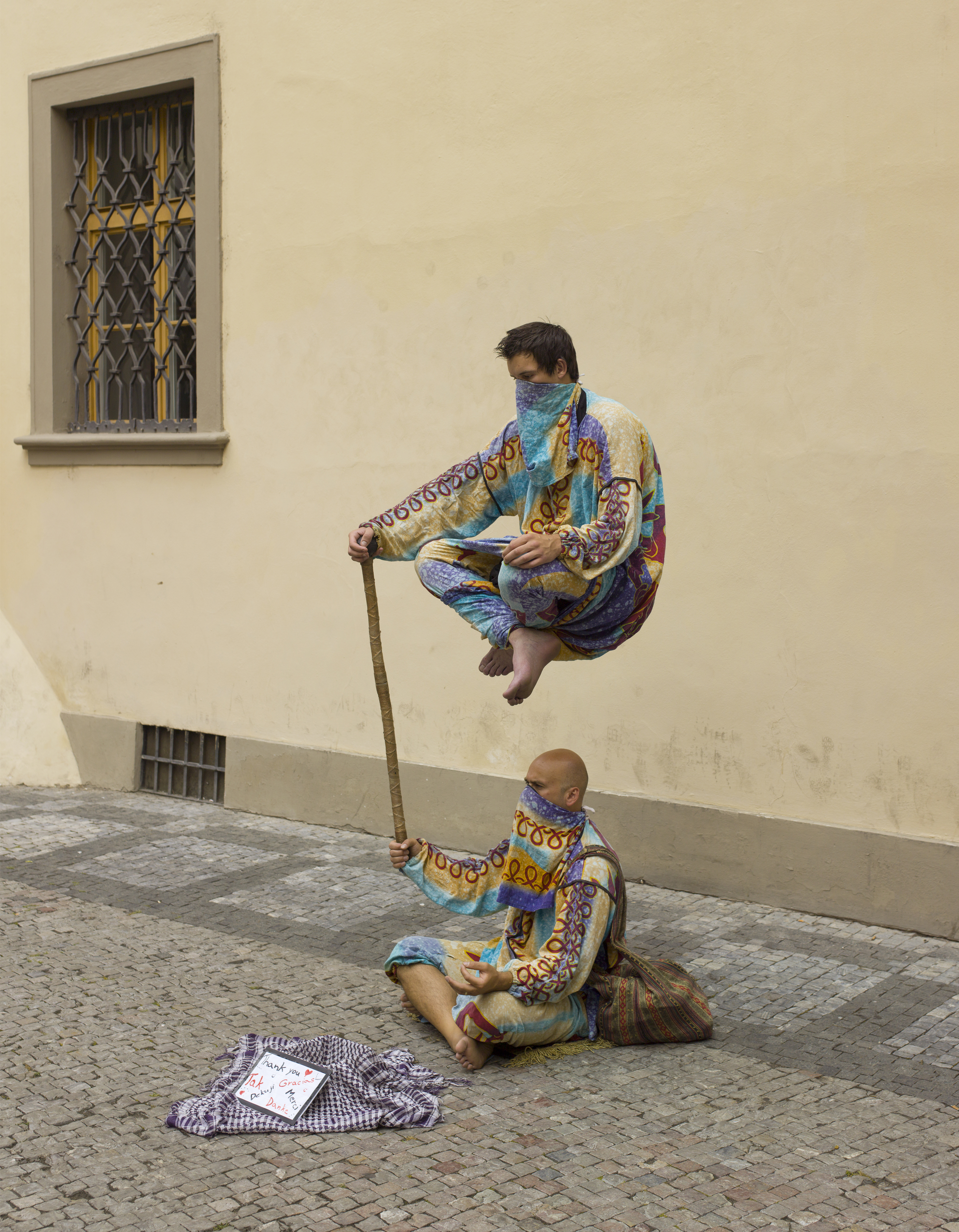

마술(魔術, 영어: magic 매직[*], 문화어: 妖術 요술, 외화어:奇術 끼쥬쯔) 또는 환술(幻術, illusion)이란 상식적인 판단으로는 불가능하다고 생각되거나 기묘한 현상으로 보이는 트릭이나 환상을 자연적인 방법들을 사용해 관객들에게 공연함으로써 관객을 즐겁게 하는 공연 예술이자, 그 뒤에 숨겨진 기술을 현대에 총체적으로 일컫는 말이다. 종교적 신비행위인 마법과 구분하기 위해 무대마술(舞臺魔術, stage magic)이라는 표현이 사용되기도 한다. 이런 마술을 행하는 사람들을 마술사(魔術師, 영어: magician 매지션[*]), 또는 환술사(幻術師, illusionist 일루셔니스트[*])라 부르며, 특정 분야를 전문으로 다루는 마술사의 경우 멘탈리스트, 탈출 아티스트 등의 다른 단어를 사용하기도 한다.

## 마술의 효과에 따른 분류
마술의 분류에 대해서는 이견이 많고 여러 효과가 복합된 마술도 많이 있지만 다음과 같은 효과를 나타내는 마술이 일반적이다.
- 생성(Production) - 허공 혹은 빈 상자 등에서 물건을 나타나게 하는 마술이다. 무대 마술의 경우 사람이나 동물을 나타나게 하는 경우도 있다.
- 소멸(Vanishing) - 손안에 든 동전이나 새장 안의 새 등을 사라지게 하는 마술이다. 생성 마술과 병행하여 나타난 후 사라지게 하거나 사라진 후 나타나게 하는 형태도 많다.
- 변형(change) - 붉은 스카프를 파란 스카프로 바꾸거나 종이를 지폐로 바꾸는 등의 마술이다.
- 복구 - 찢어진 신문지를 펼쳐 원래의 상태로 만들거나 줄을 가위로 자른 후 이어 붙이는 등의 마술이다.
- 이동 - 물건을 없애고 다른 곳에 나타나게 하는 마술이다. 마술사 자신이 갑자기 사라졌다가 의외의 장소에서 나타나기도 한다.
- 탈출(escape) - 마술사나 그의 도우미가 특정 위치에 묶여 있으면 제약된 시간 안에 마술사에게 해를 끼치도록 설계되었으며, 탈출이 불가능해 보이는 장소에서 탈출하는 장소이다. 이러한 종류의 마술은 후디니가 처음 선보이기도 하였다.
- 공중부양(Levitation) - 공중 부양은 마술사의 미녀 도우미를 허공에 띄우는 게 특히 유명하다. 이외에도 작은 물체를 눈앞에서 띄우기도 한다.
- 심리/예언(prediction) - 관객이 적은 글을 맞추기도 하고 심지어 이 결과가 마술사가 미리 준비해온 봉투에서 나오기도 한다.
- 초능력 마술 - 과거 초능력을 자칭하는 숟가락 구부리기 등을 보여 주는 마술이다.

## 마술의 형태
- 스테이지(Stage) 마술 - 무대에서 행해지는 마술 공연이다. 마술사는 제약 없이 충분히 준비를 할 수 있기 때문에 불가능하게 보여지는 일을 직접 해내서 탄성을 자아내게 한다. 무대 공연답게 여러 가지 화려하고 시각적인 마술들이 연출된다. 스테이지에서 행해지는 큰 규모의 마술을 일루젼(illusion)이라고도 한다.

- 클로스업(Close-Up) 마술 - 마술사가 관객 바로 앞에서 마술을 하는 형식이다. 주로 카드나 동전을 비롯한 각종 소품을 이용하며 관객에게 도구를 직접 확인 시키기도 하기 때문에 작은 규모라도 직접 체험한 사람에게는 스테이지 마술보다 더 큰 반향을 일으키기도 한다. 앉은형태로 테이블에서 이루어지는 테이블마술도 있다.

- 팔러(Parlor), 거리(Street) 마술 - 스테이지나 클로스-업 마술의 중간 규모로 특별한 무대 없이 다수의 관객 앞에서 공연하는 형태이다. 행해지는 마술도 스테이지와 클로즈업 마술이 복합되어 있다. (아아 잘 들리시죠? 안녕하세요? 이글을쓴 00입니다! 제 글을 뫄주셔서 정말 감사합니다!)

## 같이 보기
- 마법
- 마술의 역사
- 클로즈업 매직